# Euethios
Euethios (altgriechisch Εὐήθιος) war ein spätantiker graeco-römischer Silberschmied, der im 4. Jahrhundert tätig war.
Euethios ist heute nur noch aufgrund seiner Signatur bekannt, die am Rand einer Kalottenschale aus dem Silberschatz von Kaiseraugst angebracht wurde. Die Schale aus dem Schatz, der ungewöhnlich viele signierte Stücke beinhaltet, gehört zu den 18 Stücken, die erst 1995 aus Privatbesitz für das Römermuseum Augst erworben wurden. Die Signatur erscheint zweimal: einmal auf der Außenseite dicht unter dem Rand gepunzt (ΕΥΗΘΙΟΥ ΘΕΣΣΑΛΟΝΙΚΗΣ Λ Α, ergänzt zu Εὐηθίου Θεσσαλονίκης λ(ίτραν) α᾿ „des Euethios in Thessalonike 1 Pfund“), das zweite Mal auf der Innenseite unter dem Rand in einem runden Stempel in drei Zeilen (gemischt in griechischen und lateinischen Buchstaben ΕΥΝ ΤΗΙ TEC). Sie weist Euethios wie auch drei weitere Silberschmiede, die Schalen des Schatzes signiert haben (Eisas, Pausylypos, Zosimos), dem Produktionsort Thessaloniki zu. Ob sie gemeinsam verhandelt wurden oder von einem Besitzer stammten, der diese in Thessaloniki erworben hatte, kann nur spekuliert werden, zumal einige Stücke auch aus anderen Produktionsorten stammen, so im Falle einer von Martinus signierten Schale aus Augusta Treverorum (Trier), einer von Terent[...] signierten Schale aus Serdica (Sofia) und einer von Zosimos signierten Schale aus Nikomedia (İzmit).